# Lijst van rijksmonumenten op Texel
De gemeente Texel telt 208 inschrijvingen in het rijksmonumentenregister. Hieronder een overzicht.

## De Cocksdorp
De plaats De Cocksdorp telt 5 inschrijvingen in het rijksmonumentenregister.
| Object | Oorspronkelijke functie? | Bouwjaar                                 | Architect       | Locatie          | Coördinaten?                  | Nr.?   | Afbeelding                          |
| --- | ------------------------ | ---------------------------------------- | --------------- | ---------------- | ----------------------------- | ------ | ----------------------------------- |
| Vuurtoren Eierland | Kust- en oevermarkering  | 1863-1864                                | Quirinus Harder | Vuurtorenweg 184 | 53° 10' 55" NB, 4° 51' 21" OL | 35278  | Meer afbeeldingen                   |
| Ten oosten van Cocksdorp in het geboomte gelegen woonhuis van een grote hoeve. Breed gebouw onder tuitdak met hoekschoorstenen; door lisenen in drie traveeën gedeeld | Boerderij                | 19e eeuw                                 |                 | Stengweg 19      | 53° 9' 9" NB, 4° 52' 36" OL   | 35279  | Meer afbeeldingen                   |
| Inventaris van de R.K. Francisca Romanakerk: communiebank en eenklaviers orgel                                                                                        | Vanwege onderdelen kerk  | ca. 1700 (communiebank) ca. 1750 (orgel) |                 | Molenlaan 2      | 53° 9' 18" NB, 4° 52' 10" OL  | 35280  | Meer afbeeldingen                   |
| Waddenkerk: Hervormde Kerk. Classicistische zaalkerkje met torentje boven de voorgevel                                                                                | Kerk en kerkonderdeel    | 1835                                     |                 | Kikkertstraat 85 | 53° 9' 28" NB, 4° 52' 31" OL  | 35281  | Meer afbeeldingen                   |
| Dubbele arbeiderswoning met privaat | Bedrijfs-,fabriekswoning | 1850                                     |                 | Hoofdweg 132     | 53° 8' 36" NB, 4° 52' 50" OL  | 509358 | Dubbele arbeiderswoning met privaat |

## De Koog
De plaats De Koog telt 4 inschrijvingen in het rijksmonumentenregister.
| Object                                                | Oorspronkelijke functie? | Bouwjaar          | Architect | Locatie         | Coördinaten?                 | Nr.?  | Afbeelding                                            |
| ----------------------------------------------------- | ------------------------ | ----------------- | --------- | --------------- | ---------------------------- | ----- | ----------------------------------------------------- |
| Woning onder dwars dak; topgevel met voorschot        | Woonhuis                 |                   |           | Dorpsstraat 164 | 53° 5' 58" NB, 4° 45' 44" OL | 35229 | Meer afbeeldingen                                     |
| Hervormde Kerk                                        | Kerk en kerkonderdeel    | 1719 (jaarankers) |           | Dorpsstraat 168 | 53° 5' 52" NB, 4° 45' 45" OL | 35230 | Meer afbeeldingen                                     |
| Fraai in landschap gelegen boet. Rieten kap           | Boerderij                |                   |           | Oude Dijkje 11  | 53° 5' 32" NB, 4° 46' 52" OL | 35267 | Meer afbeeldingen                                     |
| Fraai in landschap gelegen boet. Rieten kap met turen | Boerderij                |                   |           | Ruijslaan 79A   | 53° 5' 27" NB, 4° 45' 30" OL | 35268 | Fraai in landschap gelegen boet. Rieten kap met turen |

## De Waal
De plaats De Waal telt 14 inschrijvingen in het rijksmonumentenregister. Zie Lijst van rijksmonumenten in De Waal voor een overzicht.

## Den Burg
De plaats Den Burg telt 64 inschrijvingen in het rijksmonumentenregister. Zie Lijst van rijksmonumenten in Den Burg voor een overzicht.

## Den Hoorn
De plaats Den Hoorn telt 28 inschrijvingen in het rijksmonumentenregister. Zie Lijst van rijksmonumenten in Den Hoorn voor een overzicht.

## Oosterend
De plaats Oosterend telt 59 inschrijvingen in het rijksmonumentenregister. Zie Lijst van rijksmonumenten in Oosterend voor een overzicht.

## Oudeschild
De plaats Oudeschild telt 29 inschrijvingen in het rijksmonumentenregister. Zie Lijst van rijksmonumenten in Oudeschild voor een overzicht.

## Zuid-Eierland
De plaats Zuid-Eierland telt 1 inschrijving in het rijksmonumentenregister.
| Object                         | Oorspronkelijke functie? | Bouwjaar | Architect | Locatie    | Coördinaten?                 | Nr.?   | Afbeelding                     |
| ------------------------------ | ------------------------ | -------- | --------- | ---------- | ---------------------------- | ------ | ------------------------------ |
| Hunsingo: oldambster boerderij | Boerderij                | ca. 1905 |           | Postweg 15 | 53° 6' 12" NB, 4° 48' 31" OL | 509359 | Hunsingo: oldambster boerderij |

Aalsmeer ·
Alkmaar ·
Amstelveen ·
Amsterdam ·
Bergen ·
Beverwijk ·
Blaricum ·
Bloemendaal ·
Castricum ·
Den Helder ·
Diemen ·
Dijk en Waard ·
Drechterland ·
Edam-Volendam ·
Enkhuizen ·
Gooise Meren ·
Haarlem ·
Haarlemmermeer ·
Heemskerk ·
Heemstede ·
Heiloo ·
Hilversum ·
Hollands Kroon ·
Hoorn ·
Huizen ·
Koggenland ·
Landsmeer ·
Laren ·
Medemblik ·
Oostzaan ·
Opmeer ·
Ouder-Amstel ·
Purmerend ·
Schagen ·
Stede Broec ·
Texel ·
Uitgeest ·
Uithoorn ·
Velsen ·
Waterland ·
Wijdemeren ·
Wormerland ·
Zaanstad ·
Zandvoort